# Michael Krüger

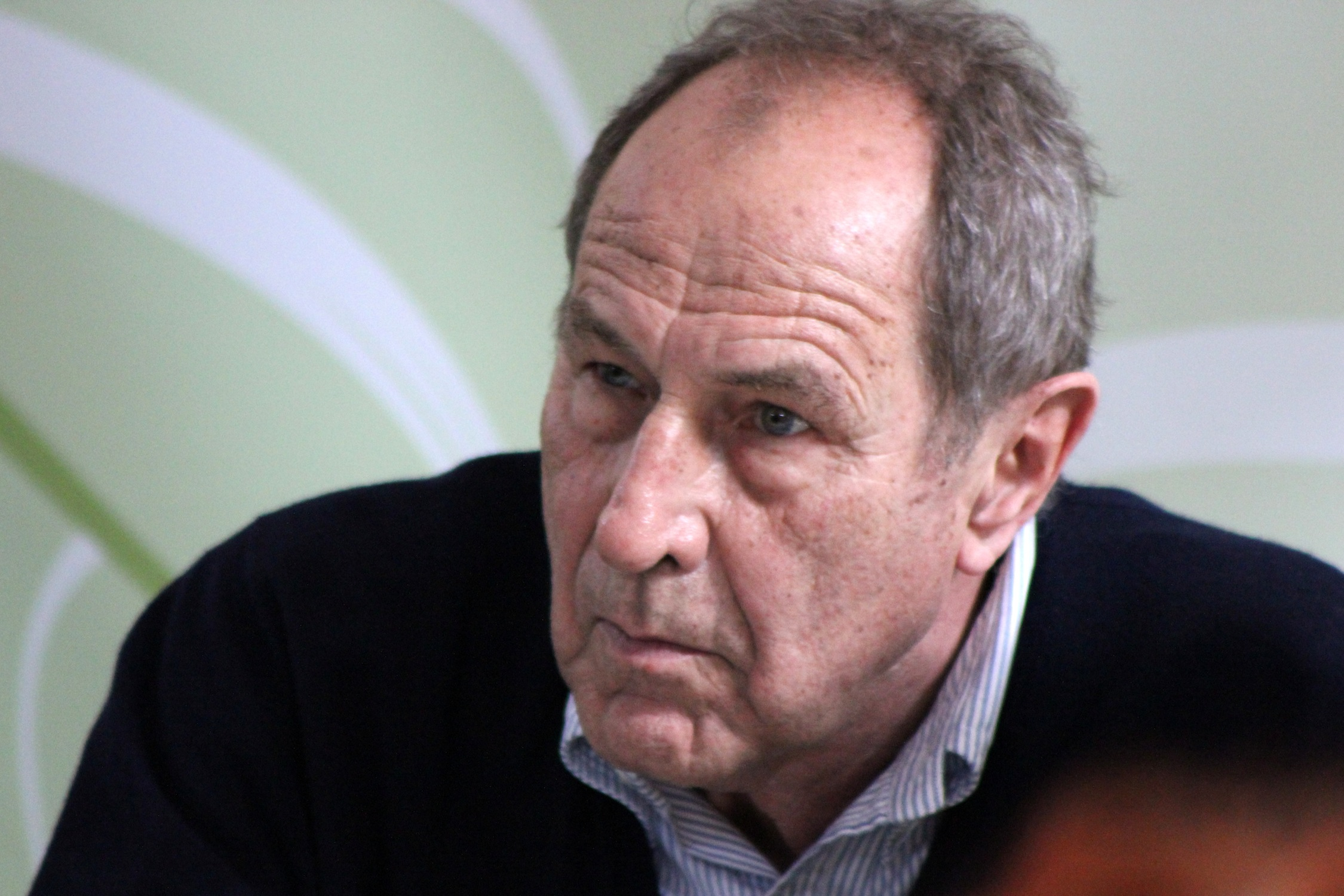
Michael Krüger, 2013.

Michael Krüger, född 9 december 1943 i Wittgendorf i Sachsen-Anhalt, är en tysk poet, romanförfattare, förläggare och översättare.

## Liv och verk
Michael Krüger växte upp i Berlin. Efter studenten gick han en utbildning till förläggare och bokhandlare vid Herbig-Verlag. Vid sidan om läste han filosofi vid Freie Universität Berlin. Mellan åren 1962 och 1965 arbetade han som bokhandlare i London.
Sedan 1968 har Krüger arbetat för Carl Hanser Verlag i Tyskland, först som lektör, därefter som litterär förlagschef och slutligen som verställande direktör. 
Hans egna litterära arbeten inskränkte sig länge till för- och efterord åt antologier och samlingsverk. Först 1976 ägde hans debut rum med diktsamlingen Reginapoly. Hans första berättelse med titeln Was tun? [Vad göra?] kom 1984. 1991 utgavs – ett år efter novellen Slutet på romanen – hans första roman (av hittills tre), Der Mann im Turm [Mannen i tornet].
Michael Krüger bor i München. Han har tilldelats många inhemska litteraturpriser sedan början av 1980-talet. 2006 blev han hedersdoktor i Bielefeld, vid Bielefelds universitets Institution för lingvistik och litteraturvetenskap. Tillsammans med Peter Handke var han medlem av juryn för Petrarca-Preis från det priset instiftades 1974 och fram till 2014, då priset utdelades sista gången. För övrigt är han ledamot av flera tyska akademier ägnade språk, konst, litteratur och vetenskap.

## Verk

### Diktsamlingar
- Reginapoly (Hanser, 1976)
- Diderots Katze (Hanser, 1978)
- Lidas Taschenmuseum. Mit Zeichnungen des Autors. (Pfaffenweiler Presse, 1981)
- Die Dronte (Hanser, 1985)
- Zoo (Pfaffenweiler Presse, 1986)
- Idyllen und Illusionen. Tagebuchgedichte (Klaus Wagenbach (Quartheft 165), 1989)
- Hinter der Grenze (Pfaffenweiler Presse, 1990)
- Brief nach Hause (Residenz, Salzburg 1993)
- Nachts, unter Bäumen (Residenz, Salzburg 1996)
- Wettervorhersage (Residenz, Salzburg 1998)
- Keiner weiß es besser als der Mond. Zu Bildern von Quint Buchholz (Hanser, München 2001)
- Vom Licht ins Dunkel. Neun Gedichte zu neun Radierungen von Erika Hegewisch (Merlin, Gifkendorf 2001)
- Kurz vor dem Gewitter (Suhrkamp, Frankfurt am Main 2003)
- Unter freiem Himmel (Suhrkamp, Frankfurt am Main 2007)
- Schritte, Schatten, Tage, Grenzen: Gedichte 1976 - 2008, herausgegeben und mit einem Nachwort von Hans Jürgen Balmes (S. Fischer, Frankfurt am Main 2008) ISBN 978-3-596-18491-0

#### Svenska
Ett urval av Krügers dikter finns utgivna på svenska:
- I förnuftets dagsljus, svenskt dikturval i tolkning av Lars Gustafsson (Norstedts, 1985) ISBN 91-1-851221-6

### Noveller
- Was tun? Eine altmodische Geschichte, (Klaus Wagenbach (Quartheft 131), 1984)
- Warum Peking? Eine chinesische Geschichte, Klaus Wagenbach (Quartheft 145), Berlin 1986
  - Varför Peking?, svensk översättning av Per Holmer (Norstedts, 1989) ISBN 91-1-891782-8
- Wieso ich? Eine deutsche Geschichte, Klaus Wagenbach (Quartheft 152), Berlin 1987
- Das Ende des Romans (Residenz, Salzburg 1990)
  - Slutet på romanen, svensk översättning av Ulrika Wallenström  (Norstedts, 1992) ISBN 91-1-911741-8
- Aus dem Leben eines Erfolgsschriftstellers (Sanssouci Verlag, München 1998)
- Das Schaf im Schafspelz und andere Satiren aus der Bücherwelt (Sanssouci, Zürich 2000)
- Das falsche Haus (Suhrkamp, Frankfurt am Main 2002)

### Romaner
- Der Mann im Turm (Residenz, Salzburg 1991)
- Himmelfarb (Residenz, Salzburg 1993)
  - Himmelfarb, svensk översättning av Ulrika Wallenström (Brombergs bokförlag, 1996) ISBN 91-7608-707-7
- Die Cellospielerin (Suhrkamp, Frankfurt am Main 2000)

### Essäer
- Vorworte, Zwischenbemerkungen, Nachrufe. Ein (lückenhaftes) ABC (Sanssouci, München/Wien 2003)
- Literatur & Alkohol. Liquide Grundlagen des Buchstaben-Rausches tillsammans med Ekkehard Faude (Libelle, Lengwil 2004)
- Literatur als Lebensmittel (Sanssouci, München 2008)
- Ins Reine (Suhrkamp Verlag, Berlin, 2010) ISBN 978-3-518-42168-0

## Utmärkelser
- 1996 Prix Médicis Etranger (för Himmelfarb)